# Christine Graevaeus
Christine Graevaeus (* 19. Januar 1589 in Bremen; † 12. Februar 1675 in Bremen) war eine deutsche Mäzenin und Frau eines Bremer Ratsherrn.

## Biografie
Graevaeus war die Tochter des Bremer Ratsherrn und Bremer Bürgermeisters Carsten Christian Steding und von Kunigunde Steding. Sie hatte sechs Geschwister. 1617 heiratete sie Heinrich Brand, der 1621 starb. 1625 heiratete sie Bernhard Graevaeus (1564/65–1639), der während des Dreißigjährigen Krieges nach Bremen kam und zuvor in Köln und Brandenburg im fürstlichen Dienst Stand. Er wurde in Bremen Ratsherr und war vermögend. Drei ihrer Schwestern waren auch mit Bremer Ratsherren verheiratet.
Als Witwe hat sie aus ihrem Nachlass den Erwerb eines hochwassersicheren Grundstücks für den Neubau der kleinen St.-Pauli-Kirche ermöglicht. Das schlichte Gotteshaus errichtete man von 1679 bis 1682 an der Osterstraße in der Bremer Neustadt. „Christine Steding Ratmann Dr. jur. Graevaeus Witwe“ erwarb 1655 „für 1.000 Reichstaler à 72 Grote eine Rente von 50 Reichstaler aus dem Schütting“, so wurde es dokumentiert. Ihr Vermögen (u. a. Teile des Brandschen Halbscheids in Borgfeld, später der Brandenhof von Noltenius) ging an ihre Schwester Cunigunde.